# Ermita de San Aventín (Bonansa)
La ermita de San Aventín pertenece al término de la localidad española de Bonansa, en la Ribagorza, provincia de Huesca, Aragón. Se encuentra en el pico de San Aventín, al nordeste del pueblo de Bonansa. Su ubicación está bien señalizada y dista a pie diez minutos de la localidad.

## Arquitectura
Se trata de una pequeña ermita románica de principios del siglo XI.
Junto con la de san Juan y san Pablo de Tella (Sobrarbe), consagrada en 1019, se considera un testimonio del románico aragonés autóctono, anterior a la llegada de los maestros lombardos que implantaron un nuevo estilo arquitectónico. Estas primitivas iglesias se caracterizan por su pequeña dimensión, el ábside ultrasemicircular que estaría relacionado con la arquitectura visigótica y la falta de ornamentación.
En Bonansa la cubierta original sería de madera a dos aguas y posteriormente fue sustituida por la actual de bóveda apuntada de cañón. El ábside conserva la primitiva bóveda de cuarto de esfera.
El edificio está construido con mampostería y argamasa. Únicamente dispone de dos vanos: una estrecha ventana en el ábside con derrame interior y otra semejante en el muro oeste; la puerta estuvo originalmente en el muro sur, como se advierte en el interior de la nave, y se cerró para abrir la actual, situada en el oeste; aquí destacan las jambas de una sola pieza.
El altar de piedra, en forma de "T", es el original del templo y se relaciona con la tradición visigótica-mozárabe.
La advocación de san Aventín procede de Francia, posiblemente de la localidad del mismo nombre Saint-Aventin, situada al otro lado de la frontera pirenaica, al sur de Tarbes, en el Departamento del Alto Garona. La devoción a este santo se extendió por el Pirineo aragonés, donde se le dedicaron iglesias y ermitas como la presente. En este sentido, cabe recordar que en el valle de Isábena se encuentra la aldea de San Aventín, cuya iglesia es románica.

## Galería de imágenes

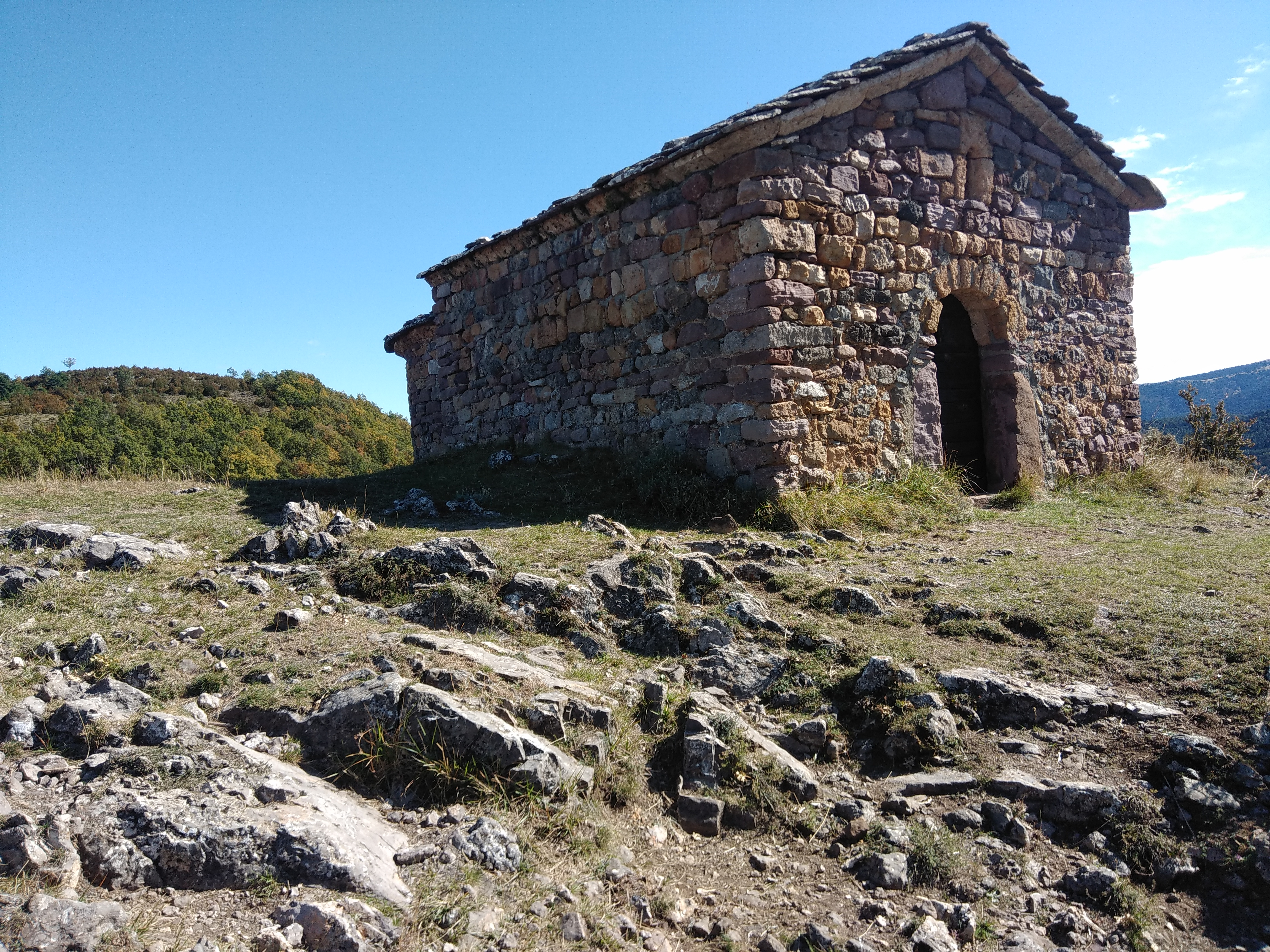
Fachada oeste con la puerta abierta con posterioridad
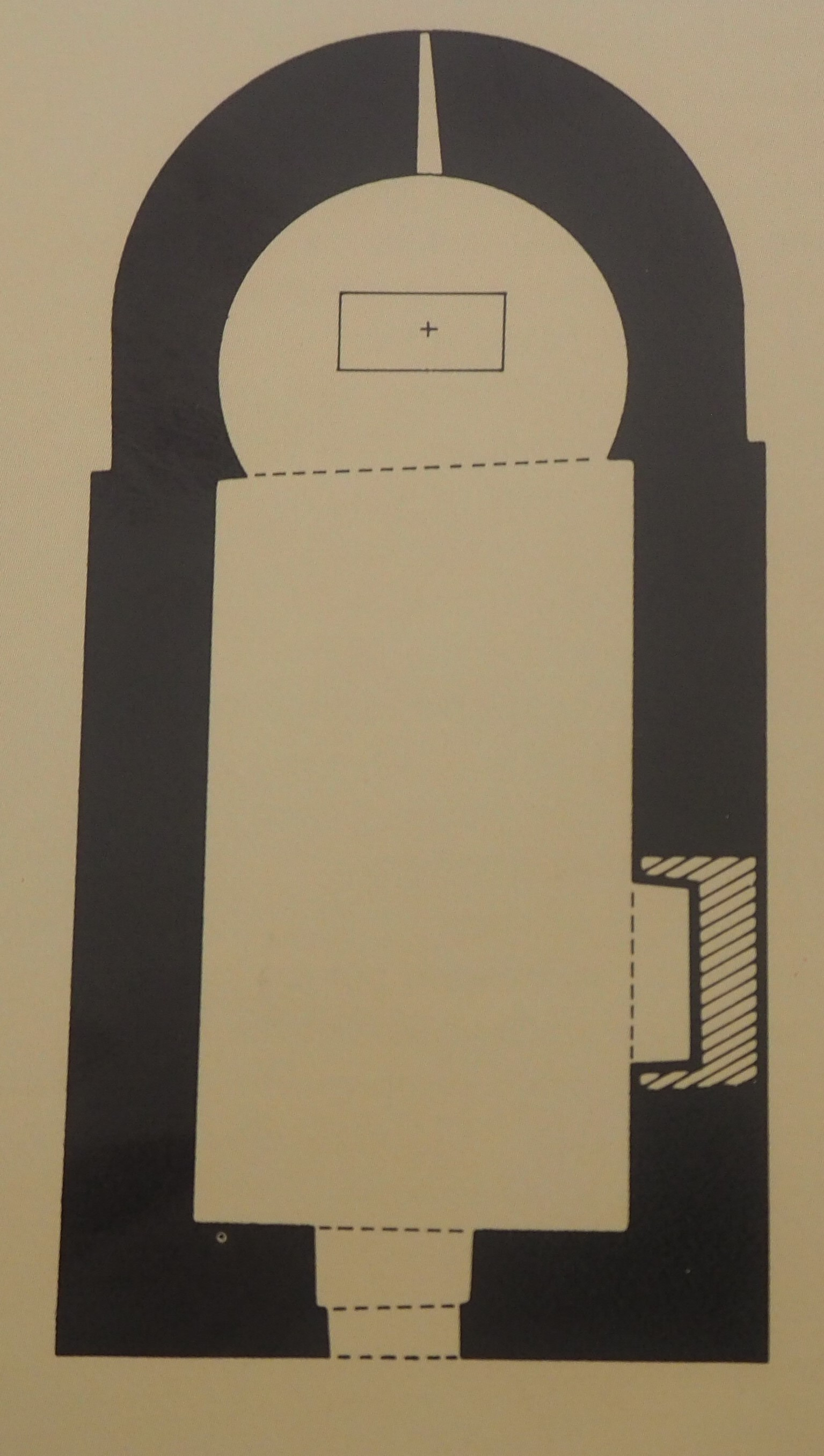
Planta de la ermita